# Olympijská věž (Helsinky)
Olympijská věž, respektive Věž Helsinského olympiského stadionu (finsky Helsingin olympiastadionin torni nebo jen Stadionin torni) je železobetonová rozhledna/věž Helsinského olympijského stadionu, ve čtvrti Taka-Töölö v Jižním hlavním obvodu města Helsinky v provincii Uusimaa v jižním Finsku.

## Další informace
Věž s výškou 72 m byla postavena v roce 1938 pro neuskutečněné Letní olympijské hry 1940. Byla postavena společně s olympijským stadionem podle návrhu architektů, kterými byli Yrjö Lindegren a Toivo Jäntti ve stylu funkcionalistické architektury. Vysoká věž je výrazným stavebním prvkem tohoto stadionu a odlišuje jej tak výrazně od dalších stadionů světa a patří také mezi nejznámější stavby celého Finska. Výtahem a po schodech se lze dostat až na otevřenou vyhlídku, odkud lze obdivovat celé panoráma Helsinek. Věž lze navšívit v době otvíracích hodin návštěvnického centra olympijského stadionu a vstup je zpoplatněn.

## Galerie

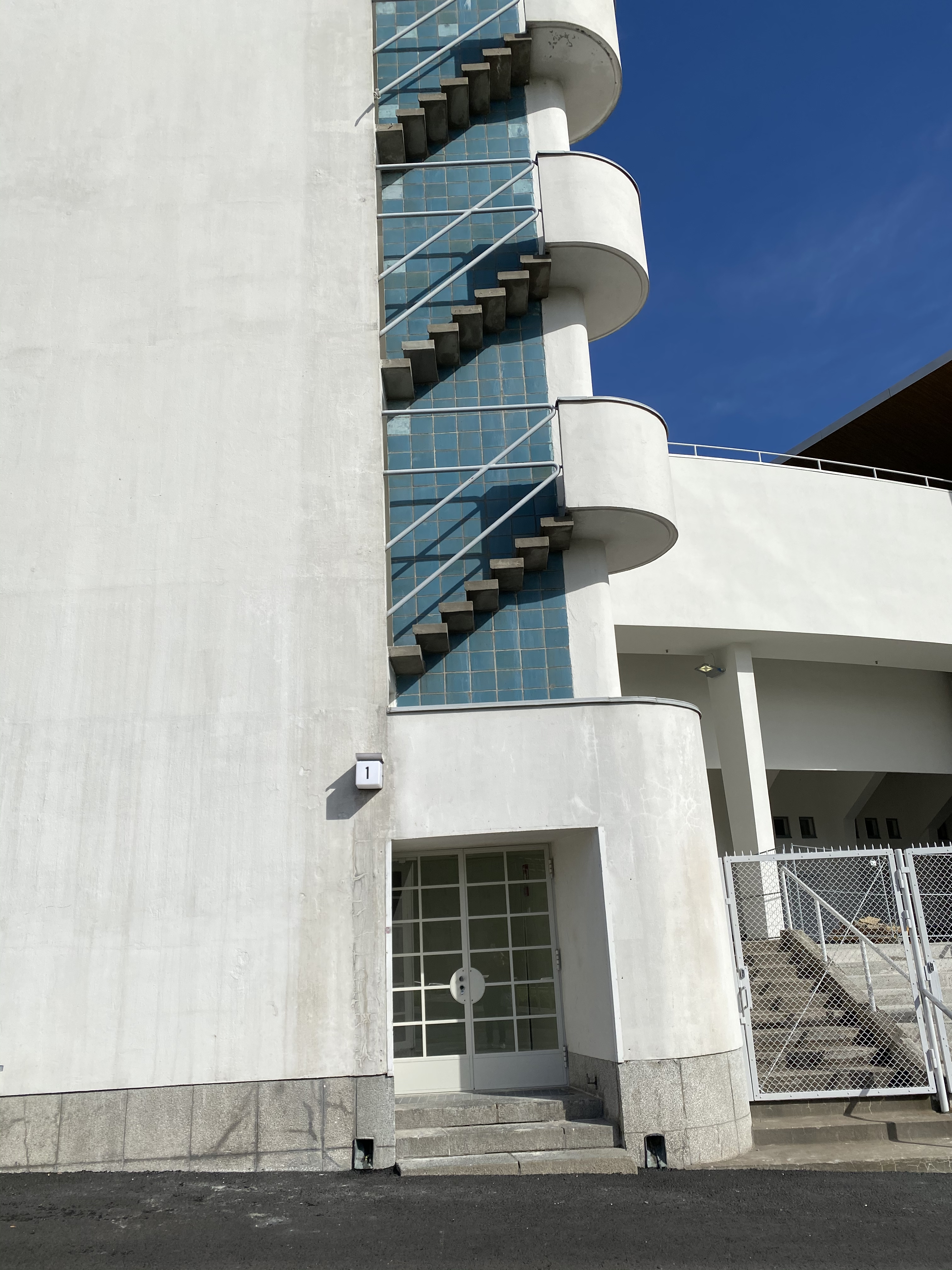
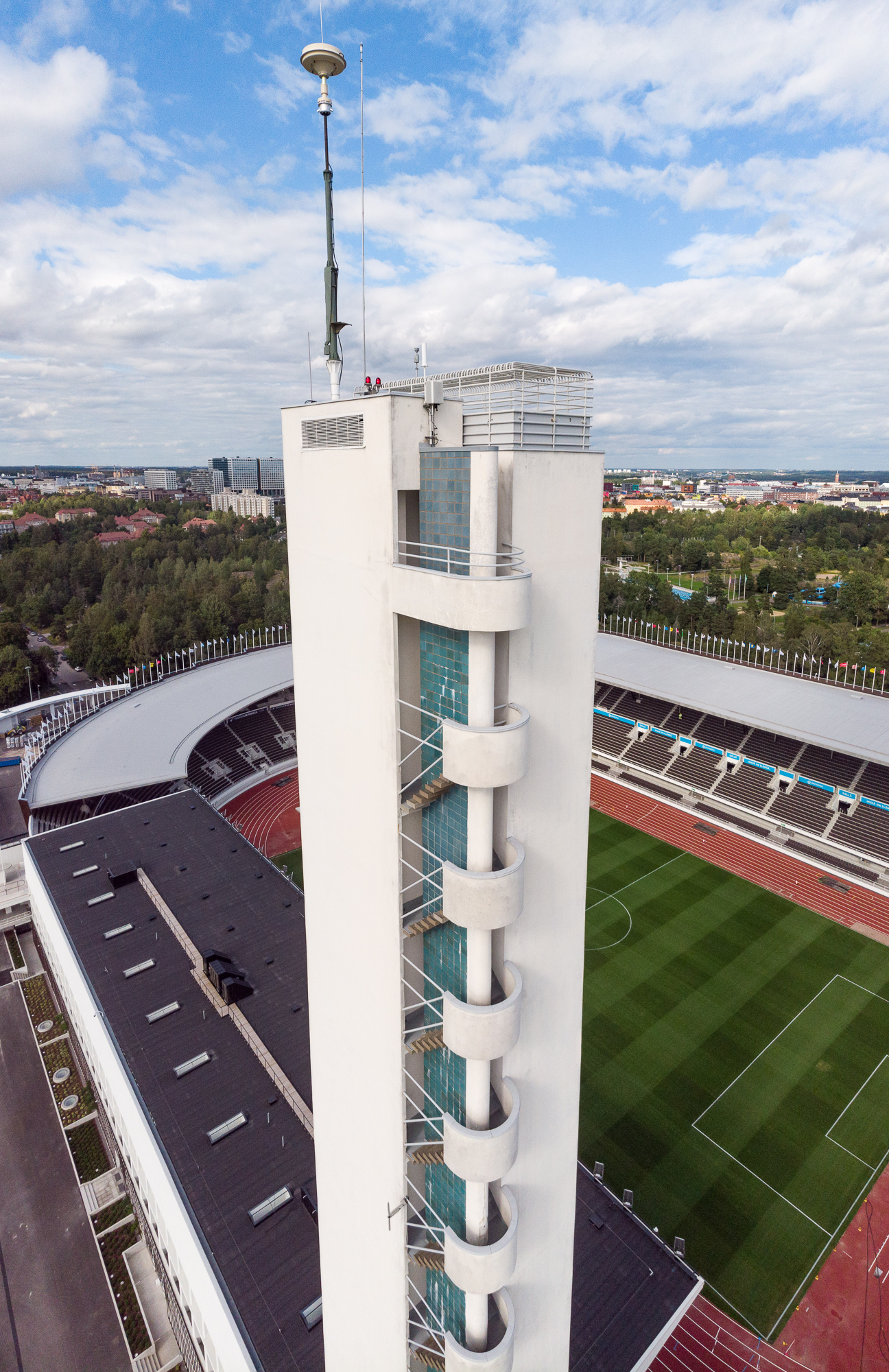
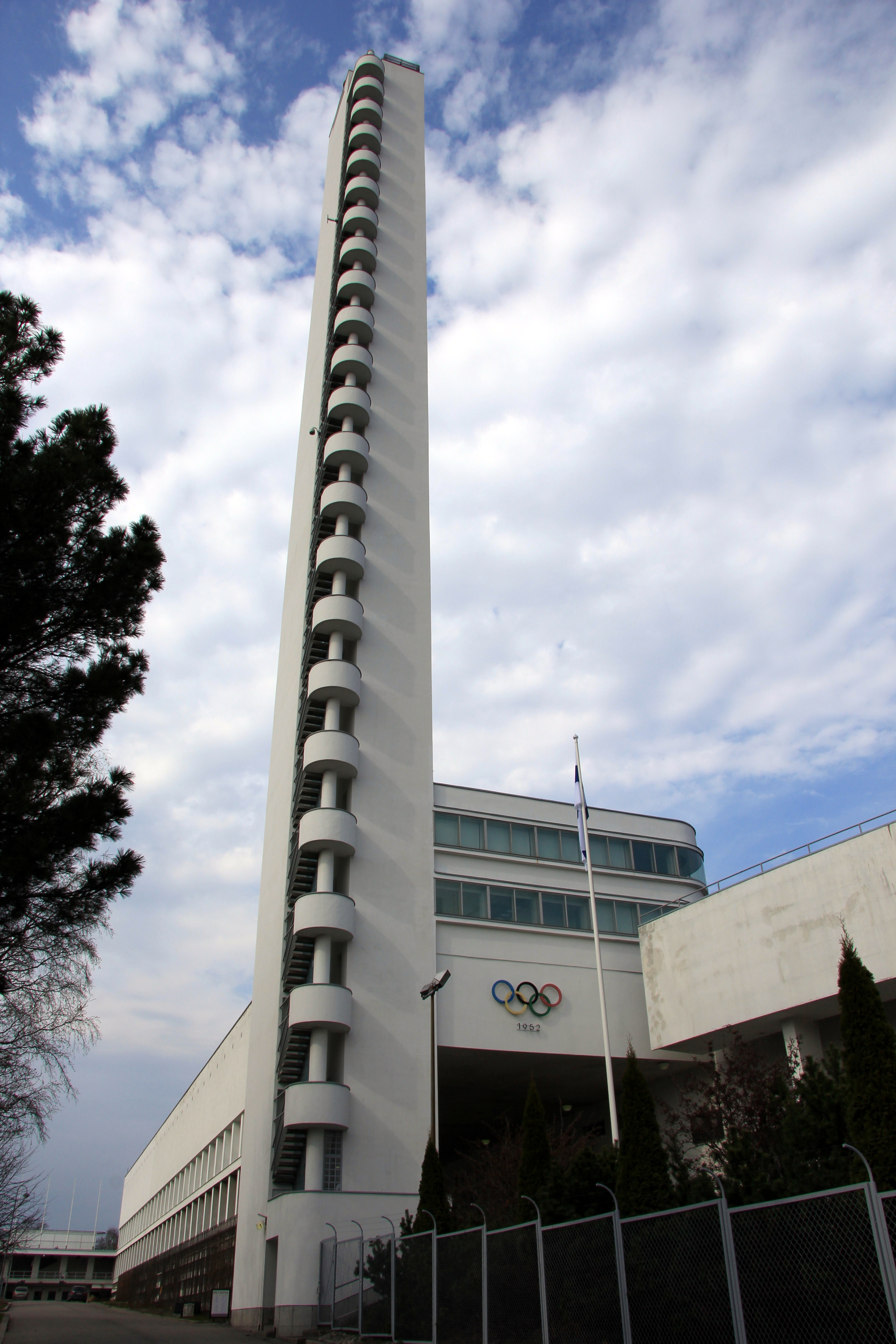
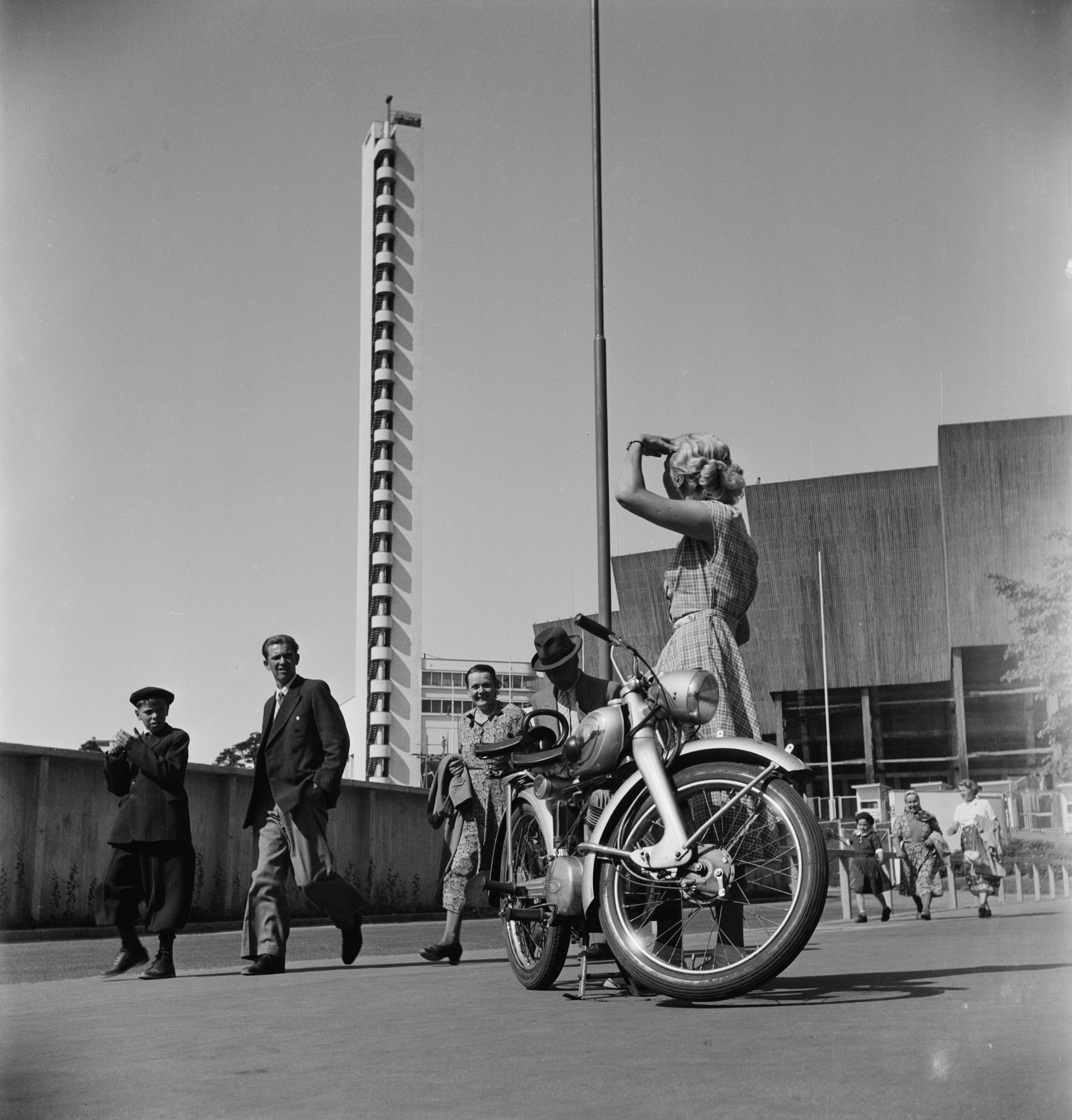